# Großsteingräber bei Glowitz
Die Großsteingräber bei Glowitz waren drei megalithische Grabanlagen der jungsteinzeitlichen Trichterbecherkultur bei Glowitz, einem Ortsteil von Putbus im Landkreis Vorpommern-Rügen (Mecklenburg-Vorpommern). Sie wurden vermutlich im 19. Jahrhundert zerstört.

## Forschungsgeschichte
Die Existenz der Gräber wurde in den 1820er Jahren durch Friedrich von Hagenow erfasst und ihre Lage auf der 1829 erschienenen Special Charte der Insel Rügen vermerkt. Von Hagenows handschriftliche Notizen, die den Gesamtbestand der Großsteingräber auf Rügen und in Neuvorpommern erfassen sollten, wurden 1904 von Rudolf Baier veröffentlicht. Die Anlagen bei Glowitz wurden dabei nur listenartig aufgenommen.

## Lage
Die Gräber befanden sich nach von Hagenows Karte mehr als 1 km nordwestlich von Glowitz. Eines lag an der Westseite des Wegs, der von Krakvitz nach Norden führt. Die beiden anderen lagen etwas weiter nördlich an der Einmündung dieses Weges in den von Wreechen nach Westen führenden Weg.

## Beschreibung
Nach von Hagenows Liste handelte es sich bei den drei Anlagen um Großdolmen ohne steinerne Umfassungen. Das südliche Grab war laut Kartensignatur eventuell nordwest-südöstlich orientiert. Ansonsten liegen zur Ausrichtung und den Maßen der Anlagen keine Angaben vor.